# Tracy Jackson
Tracy Cordell Jackson (Rockville, 21 aprile 1959) è un ex cestista statunitense, professionista nella NBA.

## Carriera
Venne selezionato dai Boston Celtics al secondo giro del Draft NBA 1981 (25ª scelta assoluta).

## Palmarès
- McDonald's All-American Game (1977)
- Campione USBL (1985)
- USBL Player of the Year (1985)